# 毛内靖胤
毛内 靖胤（もうない やすたね、1880年3月1日 - 1936年1月16日）為日本陸軍軍人。最終階級為陸軍中將。

## 經歷
青森県弘前市出身。弘前藩士毛内嘉胤的長男。毛内氏之嫡流、毛内有之助的外甥。弟弟為海軍少將毛内效。弘前中学（現・青森縣立弘前高等學校）、陸軍士官学校畢業，明治34年（1901年）升任少尉。參加日俄战争、戰爭結束後進入陸軍大學校就讀。畢業後、擔任步兵第75聯隊長。後從步兵轉為航空兵科。之後、歷任所澤陸軍飛行學校教育部長、航空本部第一課長、航空本部檢查部長、明野陸軍飛行學校長、航空本部總務部長、東京灣要塞司令官等職務。昭和7年（1932年）4月11日從東京灣要塞司令官退任後、擔任屋井乾電池社長等職務。